# Солер, Марк
Марк Солер Гименез (исп. Marc Soler Gimènez, род. 22 ноября 1993 в Виланова-и-ла-Желтру, Испания) — испанский профессиональный шоссейный велогонщик, выступающий за команду  UAE Team Emirates.

## Достижения
2014
3-й Чемпионат Испании в групповой гонке среди молодёжи
2015
1-й  Тур де л’Авенир
6-й Классика Примавера
2016
2-й Рут-дю-Сюд
1-й  Молодёжная классификация
1-й Этап 4
7-й Circuito de Getxo
2017
3-й Вуэльта Каталонии
1-й  Молодёжная классификация
4-й Чемпионат Испании в групповой гонке
5-й Гран-при Мигеля Индурайна
8-й Тур Швейцарии
2018
1-й  Париж - Ницца
1-й  Молодёжная классификация

## Статистика
| —  | Не участвовал  |
| НФ | Не финишировал |

### Чемпионаты
| Соревнование      | Соревнование | 2016 | 2017 |
| Чемпионат мира    | RR           | —    | 108  |
| Чемпионат Испании | ITT          | 9    | 4    |
| Чемпионат Испании | RR           | DNF  | 11   |

### Гранд-туры
| Гонка          | 2017 | 2018 |
| -------------- | ---- | ---- |
| Джиро д'Италия | —    |      |
| Тур де Франс   | —    |      |
| Вуэльта        | 48   |      |

### Многодневки
| Гонка             | 2015 | 2016 | 2017 | 2018 |
| Тур Даун Андер    | —    | —    | 48   | -    |
| Париж — Ницца     | —    | —    | 24   | 1    |
| Вуэльта Каталонии | DNF  | DNF  | 3    | —    |
| Критериум Дофине  | —    | 79   | —    | —    |
| Тур Швейцарии     | —    | —    | 8    | —    |